# Ponte da Amizade
Ponte da Amizade (chiń. trad. 嘉樂庇總督大橋; zwany także Nova Ponte Macau-Taipa; chiń. trad. 新澳氹大橋) – most drogowy w Makau łączący półwysep Makau z Taipą. Liczy ok. 4,5 km długości, 19,30 m szerokości i wznosi się maksymalnie na wysokość 30 m. Posiada dwie jezdnie z czterema pasami ruchu, po dwa w każdą stronę.
Budowa mostu trwała od grudnia 1988 roku do grudnia 1993 roku. Ceremonia otwarcia odbyła się w kwietniu 1994 roku i wziął w niej udział ówczesny premier Portugalii, Aníbal Cavaco Silva.